# Nils Holmer
Nils Holmer (Göteborg, 5 de febrer de 1904–1994) va ser un lingüista suec que portà a terme un treball de camp important en el gaèlic escocès, en particular els dialectes del sud de Kintyre, Arran i Argyll, i que ha publicat diversos llibres i articles importants sobre el tema. Fou professor de lingüística a la Universitat de Lund entre 1949-1969 i és reconegut com l'únic suec que ha publicat alguna vegada tres articles de la revista Language.
Excepcionalment va dur a terme treballa de camp d'una àmplia gamma d'idiomes a través de diversos continents, incloent gaèlic irlandès, basc, llengües siouan, llengües iroqueses, el kuna d'Amèrica Central i el chocó i wayuu d'Amèrica del Sud, així com de llengües australianes.

## Obres
- 1938 - Studies on Argyllshire Gaelic
- 1940 - On some relics of the Irish dialect spoken in the glens of Antrim
- 1942 - The Irish Language in Rathlin Island
- 1947 - Critical and Comparative Grammar of the Cuna Language
- 1948 - Indian Place Names in North America
- 1949 - Lexical and morphological contacts between Siouan and Algonquian
- 1951 - Cuna chrestomathy
- 1952 - The character of the Iroquoian languages
- 1954 - The Seneca language
- 1957 - The Gaelic of Arran
- 1959 - Sobre algunos problemas de lingüística histórica vasca
- 1962 - The Gaelic of Kintyre
- 1963 - On the history and structure of the Australian languages
- 1963 - Estudios chocoes
- 1964 - El idioma vasco hablado : un estudio de dialectología euskérica
- 1971 - A comparative typological analysis of a New Guinea language
- 1983 - Linguistic survey of south-eastern Queensland